# 서던 프로페셔널 하키 리그
서던 프로페셔널 하키 리그(Southern Professional Hockey League, SPHL)는 미국의 내셔널 하키 리그의 마이너 리그 로우 레벨이다.

## SPHL 팀
| 구단명                     | 연고지                    | 경기장               | 수용인원 | 창설   | 가맹   |
| -------------------------- | ------------------------- | -------------------- | -------- | ------ | ------ |
| 버밍햄 불스                | 앨라배마주 펠햄           | 펠햄 시빅 센터       | 5,000명  | 2017년 | 2017년 |
| 에번즈빌 선더볼츠          | 인디애나주 에번즈빌       | 포드 센터            | 9,000명  | 2016년 | 2016년 |
| 페이엣빌 마크스멘          | 노스캐롤라이나주 페이엣빌 | 크라운 콜리시엄      | 8,920명  | 2002년 | 2004년 |
| 헌츠빌 하보크              | 앨라배마주 헌츠빌         | 본 브라운 센터       | 6,602명  | 2004년 | 2004년 |
| 녹스빌 아이스 베어스       | 테네시주 녹스빌           | 녹스빌 시빅 콜리시엄 | 5,937명  | 2002년 | 2004년 |
| 메이컨 메이헴              | 조지아주 메이컨           | 메이컨 콜리시엄      | 7,182명  | 2010년 | 2010년 |
| 미시시피 리버킹스          | 미시시피주 사우스에이븐   | 랜더스 센터          | 8,400명  | 1992년 | 2011년 |
| 펜서콜라 아이스 플라이어스 | 플로리다주 펜서콜라       | 펜서콜라 베이 센터   | 8,150명  | 2009년 | 2009년 |
| 피오리아 리버멘            | 일리노이주 피오리아       | 피오리아 시빅 센터   | 9,919명  | 2013년 | 2013년 |
| 로어노크 레일 야드 더그즈  | 버지니아주 로어노크       | 버글런드 센터        | 8,642명  | 2009년 | 2009년 |

### 사라진 팀
| 구단명                    | 연고지                         | 경기장                                        | 수용인원       | 리그참가      | 비고                             |
| ------------------------- | ------------------------------ | --------------------------------------------- | -------------- | ------------- | -------------------------------- |
| 애슈빌 에이시스           | 노스캐롤라이나주 애슈빌        | 애슈빌 시빅 센터                              | 7,654명        | 2004년~2005년 | 빈칸                             |
| 오거스타 리버호크스       | 조지아주 오거스타              | 제임스 브라운 아레나                          | 6,557명        | 2010년~2013년 | 메이컨 메이헴의 전신             |
| 블루밍턴 선더             | 일리노이주 블루밍턴            | U.S. 셀룰러 콜리시엄                          | 7,000명        | 2013년~2014년 | 빈칸                             |
| 플로리다 실즈             | 플로리다주 키시미              | 실버 스퍼스 아레나                            | 8,000명        | 2005년~2007년 | 빈칸                             |
| 잭슨빌 바라쿠다스         | 플로리다주 잭슨빌              | 잭슨빌 베터런스 메모리얼 아레나 잭슨빌 아이스 | 13,141명 608명 | 2002년~2008년 | 빈칸                             |
| 메이컨 트랙스             | 조지아주 메이컨                | 메이컨 콜리시엄                               | 7,182명        | 2002년~2005년 | 빈칸                             |
| 미시시피 서지             | 미시시피주 빌럭시              | 미시시피 코스트 콜리시엄                      | 9,150명        | 2009년~2014년 | 로어노크 레일 야드 더그즈의 전신 |
| 피디 사이클론즈           | 사우스캐롤라이나주 플로렌스    | 플로렌스 시빅 센터                            | 7,526명        | 2005년~2007년 | 트윈 시티 사이클론즈의 전신      |
| 트윈 시티 사이클론즈      | 노스캐롤라이나주 윈스턴-세일럼 | LJVM 콜리시엄 안넥스                          | 4,000명        | 2007년~2009년 | 빈칸                             |
| 리치먼드 레너게이즈       | 버지니아주 리치먼드            | 리치먼드 콜리시엄                             | 11,088명       | 2006년~2009년 | 빈칸                             |
| 콜럼버스 카턴마우스       | 조지아주 콜럼버스              | 콜럼버스 시빅 센터                            | 7,459명        | 2004년~2017년 | 빈칸                             |
| 페이엣빌 파이어앤츠       | 노스캐롤라이나주 페이엣빌      | 크라운 콜리시엄                               | 8,920명        | 2004년~2017년 | 페이엣빌 마크스멘의 전신         |
| 루이지애나 아이스게이터스 | 루이지애나주 라피엣            | 케이준돔                                      | 11,433명       | 2009년~2016년 | 빈칸                             |

## 챔피언쉽

### 프레지던트컵 (플레이오프)
| 시즌      | 우승팀                     | 스코어  | 준우승팀                   |
| --------- | -------------------------- | ------- | -------------------------- |
| 2004-2005 | 콜럼버스 카턴마우스        | 2승     | 메이컨 메이헴              |
| 2005-2006 | 녹스빌 아이스 베어스       | 3승 1패 | 플로리다 실즈              |
| 2006-2007 | 페이엣빌 파이어앤츠        | 3승 1패 | 잭슨빌 바라쿠다스          |
| 2007-2008 | 녹스빌 아이스 베어스       | 3승     | 잭슨빌 바라쿠다스          |
| 2008-2009 | 녹스빌 아이스 베어스       | 4승 3패 | 페이엣빌 파이어앤츠        |
| 2009-2010 | 헌츠빌 하보크              | 3승     | 미시시피 서지              |
| 2010-2011 | 미시시피 서지              | 3승     | 오거스타 리버호크스        |
| 2011-2012 | 콜럼버스 카턴마우스        | 2승     | 펜서콜라 아이스 플라이어스 |
| 2012-2013 | 펜서콜라 아이스 플라이어스 | 3승 1패 | 헌츠빌 하보크              |
| 2013-2014 | 펜서콜라 아이스 플라이어스 | 2승     | 콜럼버스 카턴마우스        |
| 2014-2015 | 녹스빌 아이스 베어스       | 2승     | 미시시피 리버킹스          |
| 2015-2016 | 펜서콜라 아이스 플라이어스 | 3승     | 피오리아 리버멘            |
| 2016-2017 | 메이컨 메이헴              | 2승     | 피오리아 리버멘            |

### 월리엄 B. 카피 트로피 (정규시즌)
- 원래는 커미셔너 컵있었지만 2007-2008시즌 리그 공동 창립자인 월리엄 카피의 이름으로 변경했다.

| 시즌      | 1위                        | 2위                        | 3위                        | 4위                        |
| --------- | -------------------------- | -------------------------- | -------------------------- | -------------------------- |
| 2004-2005 | 녹스빌 아이스 베어스       | 메이컨 트랙스              | 잭슨빌 바라쿠다스          | 페이엣빌 파이어앤츠        |
| 2005-2006 | 녹스빌 아이스 베어스       | 콜럼버스 카턴마우스        | 플로리다 실즈              | 페이엣빌 파이어앤츠        |
| 2006-2007 | 콜럼버스 카턴마우스        | 녹스빌 아이스 베어스       | 페이엣빌 파이어앤츠        | 헌츠빌 하보크              |
| 2007-2008 | 녹스빌 아이스 베어스       | 잭슨빌 바라쿠다스          | 페이엣빌 파이어앤츠        | 리치먼드 레너게이즈        |
| 2008-2009 | 녹스빌 아이스 베어스       | 콜럼버스 카턴마우스        | 페이엣빌 파이어앤츠        | 헌츠빌 하보크              |
| 2009-2010 | 미시시피 서지              | 헌츠빌 하보크              | 페이엣빌 파이어앤츠        | 녹스빌 아이스 베어스       |
| 2010-2011 | 미시시피 서지              | 오거스타 리버호크스        | 헌츠빌 하보크              | 콜럼버스 카턴마우스        |
| 2011-2012 | 오거스타 리버호크스        | 콜럼버스 카턴마우스        | 녹스빌 아이스 베어스       | 펜서콜라 아이스 플라이어스 |
| 2012-2013 | 페이엣빌 파이어앤츠        | 루이지애나 아이스게이터스  | 펜서콜라 아이스 플라이어스 | 녹스빌 아이스 베어스       |
| 2013-2014 | 펜서콜라 아이스 플라이어스 | 루이지애나 아이스게이터스  | 피오리아 리버멘            | 미시시피 리버킹스          |
| 2014-2015 | 피오리아 리버멘            | 콜럼버스 카턴마우스        | 펜서콜라 아이스 플라이어스 | 미시시피 리버킹스          |
| 2015-2016 | 피오리아 리버멘            | 펜서콜라 아이스 플라이어스 | 미시시피 리버킹스          | 페이엣빌 파이어앤츠        |
| 2016-2017 | 메이컨 메이헴              | 페이엣빌 파이어앤츠        | 피오리아 리버멘            | 헌츠빌 하보크              |
| 2017-2018 | 피오리아 리버멘            | 메이컨 메이헴              | 펜서콜라 아이스 플라이어스 | 헌츠빌 하보크              |